# Макнотен, Дэниел
Дэниел Макнотен (1813—1865) — душевнобольной шотландец, токарь и разорившийся предприниматель-деревообработчик, покушавшийся в 1843 году на премьер-министра Великобритании Роберта Пиля и по ошибке застреливший его секретаря. Дело Макнотена вызвало существенный общественный резонанс, породило ряд политических и юридических изменений и стало причиной появления так называемых Правил Макнотена, применявшихся в странах англосаксонского права более ста лет при вынесении приговоров сумасшедшим преступникам.

## Имя
Существует множество вариантов правописания фамилии Дэниела, различающихся от источника к источнику — M’Naghten, McNaughtan, McNaughton. Такой разнобой написаний образовался ещё при жизни фигуранта.

## Биография

### Жизнь до преступления
Родился в 1813 году в Шотландии, возможно, в Глазго. Был незаконнорождённым сыном бизнесмена Дэниела Макнотена (отца звали так же, как и сына). Предпринял попытку стать актёром. В последние годы перед покушением сначала вёл успешный бизнес в области деревообработки, копил деньги, а затем продал дело и жил в Лондоне и Глазго, где посещал лекции по анатомии. Также он совершил короткую поездку во Францию.

### Болезнь
Макнотен считал, что люди из правящей партии и правительство следят за ним и отравляют ему жизнь совместно с Папой Римским. Находясь в плену этих болезненных иллюзий, он решил нанести удар первым.

### Покушение
В январе 1843 года Макнотен был замечен в правительственном квартале Лондона. Несколько дней он ошивался вокруг резиденции премьер-министра и следил за зданием. В середине дня 20 января злоумышленник выстрелил в спину Эдварда Драммонда, личного секретаря Пиля (и нескольких премьеров до него), которого ошибочно принял за самого политика, из однозарядного пистолета. Макнотен был схвачен на месте. Через пять дней лечения, когда, как казалось, опасность уже миновала, Драммонд скончался.

### Суд и дальнейшая жизнь
Во время суда и обвинение, и защита строили свою позицию вокруг дискуссии о том, что именно можно и следует считать невменяемостью. В конце концов жюри присяжных вынесло вердикт о невиновности Макнотена по причине его сумасшествия.
22 года спустя Дэниел Макнотен скончался в психиатрической больнице.

## Альтернативное мнение
В анонимном сочинении хирург-современник событий, выступавший против использования кровопусканий в медицине, заявлял, что Драммонда погубило не огнестрельное ранение, нанесённое Макнотеном, а неправильное лечение, в частности, те самые кровопускания.

## Резонанс
Покушение и особенно суд над убийцей, а также оправдательный вердикт вызвали большой интерес в прессе того времени и обществе. В своей переписке дело упоминала и сама королева Виктория, сама страдавшая от периодических покушений на свою жизнь.

## Влияние на государство и право

### Правила Макнотена
Палата Лордов в связи с делом Макнотена реанимировала своё древнее и давно не использовавшееся право задавать вопросы судьям. В своих ответах они сформулировали то, что стало затем называться Правилами Макнотена — новый взгляд на сумасшествие применительно к юриспруденции, то есть невменяемость.
Для того, чтобы защита могла быть построена на невменяемости, должно быть ясно доказано, что во время совершения деяния, обвиняемое лицо находилось под таким влиянием умственной болезни, что не могло сознавать природу и качества деяния, то есть отличать добро от зла.
Ранее же в юриспруденции господствовало мнение, что безумцем можно считать только того, кто не более разумен, нежели ребёнок или животное.